# Кимбал (Небраска)
Кимбал (енгл. Kimball) град је у америчкој савезној држави Небраска.

## Демографија
По попису из 2010. године број становника је 2.496, што је 63 (-2,5%) становника мање него 2000. године.
| Група             | 2000.         | 2010.         |
| Белци             | 2.392 (93,5%) | 2.235 (89,5%) |
| Афроамериканци    | 9 (0,4%)      | 5 (0,2%)      |
| Азијати           | 4 (0,2%)      | 9 (0,4%)      |
| Хиспаноамериканци | 90 (3,5%)     | 178 (7,1%)    |
| Укупно            | 2.559         | 2.496         |